# شیهو کوهاتا
شیهو کوهاتا (انگلیسی: Shiho Kohata؛ زادهٔ ۱۲ نوامبر ۱۹۸۹) بازیکن فوتبال اهل ژاپن است که در تیم ملی فوتبال زنان ژاپن بازی کرده‌است.